# Las profecías del Mothman
Las profecías del Mothman (en el original en inglés The Mothman Prophecies) es una obra de no ficción publicada en 1975 por el investigador forteano, escritor y periodista John Keel.

## Contenido
El libro combina los resultados de la investigación de John Keel sobre los presuntos avistamientos de una gran criatura alada denominada Mothman en las inmediaciones de Point Pleasant, Virginia Occidental, durante 1966 y 1967, con sus propias teorías sobre ovnis y varios fenómenos sobrenaturales, conectados en última instancia con el colapso del Silver Bridge en el río Ohio el 17 de diciembre de 1967.
El libro fue la base de una película de 2002 del mismo nombre con Richard Gere como actor principal.